# NGC 6730
NGC 6730 is een elliptisch sterrenstelsel in het sterrenbeeld Pauw. Het hemelobject werd op 23 juli 1835 ontdekt door de Britse astronoom John Herschel.

## Synoniemen
- ESO 72-9
- PGC 62796